# Дубовая (Черкасская область)
Дубо́вая (укр. Дубова) — село в Уманском районе Черкасской области Украины.
Население по переписи 2001 года составляло 589 человек. Почтовый индекс — 20362. Телефонный код — 4744.

## Местный совет
20362, Черкасская обл., Уманский р-н, с. Дубовая, ул. Октябрьская, 13